# Мамин, Максим Эдуардович
Максим Эдуардович Мамин (род. 17 мая 1988, Магнитогорск, Челябинская область) — российский хоккеист, центральный нападающий.

## Карьера
Воспитанник хоккейной школы «Металлург» Магнитогорск. Обладатель Кубка Харламова в составе команды «Стальные Лисы» в сезоне 2009/2010. В сезоне 2010/2011 выступал за команду «Металлург» Магнитогорск, где провёл 36 игр и набрал 5 очков. В межсезонье 2011 перешёл в клуб «Салават Юлаев». Дебютировал в игре против команды «Витязь» на предсезонном турнире в Магнитогорске, однако в октябре клуб расторг с ним контракт, после чего Мамин перешёл в «Трактор» (Челябинск). С 2013 по 2015 год выступал за «Витязь». В сезоне 2015/2016 — в составе «Адмирала».